# U-226 (tàu ngầm Đức)
U-226 là một tàu ngầm tấn công  Lớp Type VII thuộc phân lớp Type VIIC được Hải quân Đức Quốc Xã chế tạo trong Chiến tranh Thế giới thứ hai. Nhập biên chế năm 1942, nó đã thực hiện được hai chuyến tuần tra và đánh chìm cho một tàu buôn với tải trọng 7.134 GRT. Trong chuyến tuần tra cuối cùng tại Đại Tây Dương, U-226 bị các tàu sà lúp HMS Starling, HMS Woodcock và HMS Kite Hải quân Hoàng gia Anh đánh chìm về phía Tây Newfoundland, Canada vào ngày 6 tháng 11, 1943.

## Thiết kế và chế tạo

### Thiết kế

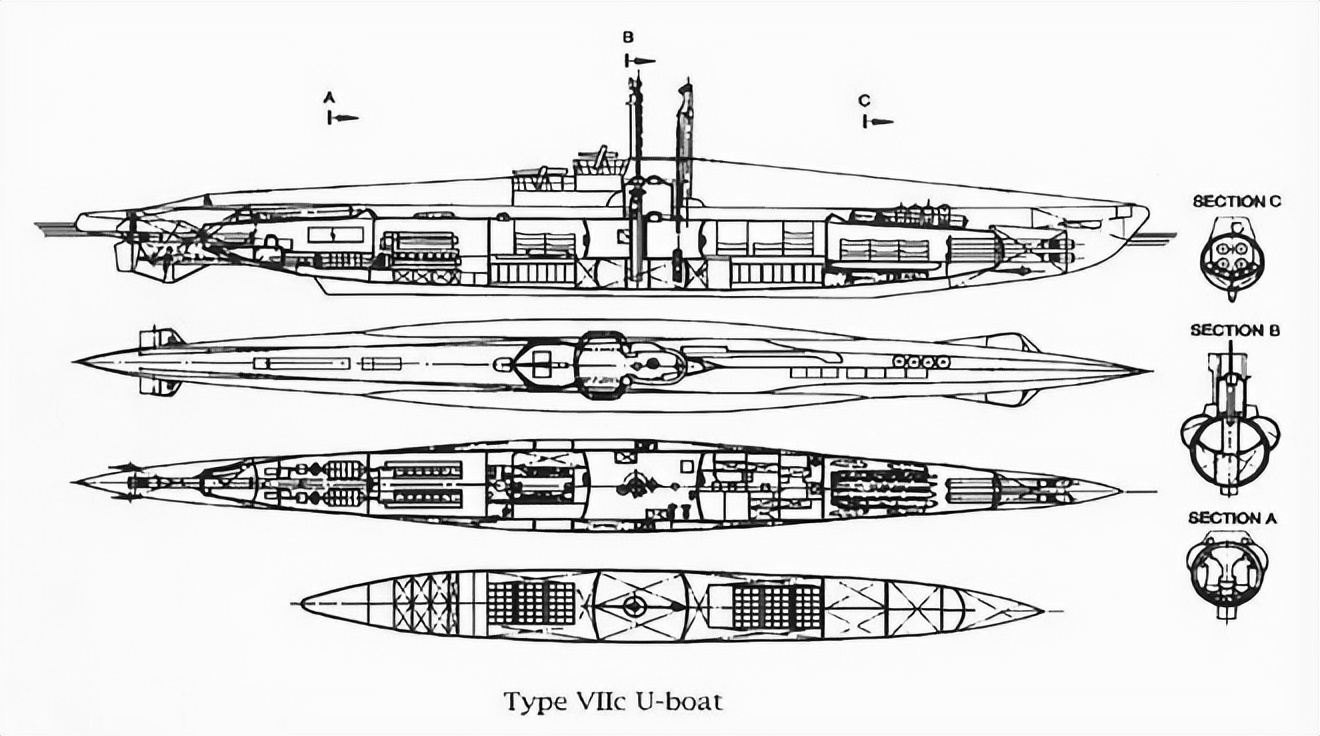
Sơ đồ các mặt cắt một tàu ngầm Type VIIC

Phân lớp VIIC của Tàu ngầm Type VII là một phiên bản VIIB được kéo dài thêm. Chúng có trọng lượng choán nước 769 t (757 tấn Anh) khi nổi và 871 t (857 tấn Anh) khi lặn). Con tàu có chiều dài chung 67,10 m (220 ft 2 in), lớp vỏ trong chịu áp lực dài 50,50 m (165 ft 8 in), mạn tàu rộng 6,20 m (20 ft 4 in), chiều cao 9,60 m (31 ft 6 in) và mớn nước 4,74 m (15 ft 7 in).
Chúng trang bị hai động cơ diesel Germaniawerft F46 siêu tăng áp 6-xy lanh 4 thì, tổng công suất 2.800–3.200 PS (2.100–2.400 kW; 2.800–3.200 bhp), dẫn động hai trục chân vịt đường kính 1,23 m (4,0 ft), cho phép đạt tốc độ tối đa 17,7 kn (32,8 km/h), và tầm hoạt động tối đa 8.500 nmi (15.700 km) khi đi tốc độ đường trường 10 kn (19 km/h). Khi đi ngầm dưới nước, chúng sử dụng hai động cơ/máy phát điện AEG GU 460/8–27 tổng công suất 750 PS (550 kW; 740 shp). Tốc độ tối đa khi lặn là 7,6 kn (14,1 km/h), và tầm hoạt động 80 nmi (150 km) ở tốc độ 4 kn (7,4 km/h). Con tàu có khả năng lặn sâu đến 230 m (750 ft).
Vũ khí trang bị có năm ống phóng ngư lôi 53,3 cm (21 in), bao gồm bốn ống trước mũi và một ống phía đuôi, và mang theo tổng cộng 14 quả ngư lôi, hoặc tối đa 22 quả thủy lôi TMA, hoặc 33 quả TMB. Tàu ngầm Type VIIC bố trí một hải pháo 8,8 cm SK C/35 cùng một pháo phòng không 2 cm (0,79 in) trên boong tàu. Thủy thủ đoàn bao gồm 4 sĩ quan và 40-56 thủy thủ.

### Chế tạo
U-226 được đặt hàng vào ngày 15 tháng 8, 1940, và được đặt lườn tại xưởng tàu của hãng Friedrich Krupp Germaniawerft tại Kiel vào ngày 1 tháng 8, 1941. Nó được hạ thủy vào ngày 18 tháng 6, 1942, và nhập biên chế cùng Hải quân Đức Quốc Xã vào ngày 1 tháng 8, 1942 dưới quyền chỉ huy của Hạm trưởng, Trung úy Hải quân Albrecht Gänge.

## Lịch sử hoạt động

### Chuyến tuần tra thứ nhất
U-226 khởi hành từ Kiel vào ngày 31 tháng 12, 1941 cho chuyến tuần tra đầu tiên trong chiến tranh. Nó băng qua khe GIUK giữa quần đảo Faroe và Iceland để đi đến hoạt động tại vùng biển Bắc Đại Tây Dương về phía Đông Nam Greenland và phía Đông Newfoundland, Canada. Chiếc tàu ngầm không đánh chìm được mục tiêu nào, nên kết thúc chuyến tuần tra và đi đến cảng Lorient bên bờ biển Đại Tây Dương của Pháp vào ngày 10 tháng 3.

### Chuyến tuần tra thứ hai
U-226 xuất phát từ cảng Lorient vào ngày 10 tháng 4 cho chuyến tuần tra thứ hai, để tiếp tục hoạt động tại vùng biển Bắc Đại Tây Dương về phía Đông Newfoundland. Vào ngày 18 tháng 4, ở vị trí về phía Tây vịnh Biscay, nó kết liễu tàu buôn Anh Fort Rampart 7.134 GRT bằng ngư lôi và hải pháo, trước đó đã bị tàu ngầm U-628 đánh trúng hai quả ngư lôi. Khi kết thúc chuyến tuần tra, U-226 đi đến cảng St. Nazaire cùng bên bờ biển Đại Tây Dương của Pháp vào ngày 17 tháng 5.

### Chuyến tuần tra thứ ba - Bị mất
Sau khi chuyển căn cứ hoạt động từ St. Nazaire sang cảng Brest cùng tại bờ biển Đại Tây Dương của Pháp, U-226 xuất phát từ đây vào ngày 5 tháng 10 cho chuyến tuần tra thứ ba, cũng là chuyến cuối cùng, để hoạt động tại vùng biển Bắc Đại Tây Dương. Nó bị các tàu sà lúp HMS Starling, HMS Woodcock và HMS Kite Hải quân Hoàng gia Anh đánh chìm về phía Tây Newfoundland, Canada, tại tọa độ 44°49′B 41°13′T / 44,817°B 41,217°T vào ngày 6 tháng 11. Toàn bộ 51 thành viên thủy thủ đoàn của U-226 đều tử trận.

### "Bầy sói" tham gia
U-226 từng tham gia mười một bầy sói:
- Falke (8 – 12 tháng 1, 1943)
- Habicht (10 – 19 tháng 1, 1943)
- Haudegen (19 tháng 1 – 15 tháng 2, 1943)
- Sturmbock (24 – 26 tháng 2, 1943)
- Không tên (15 – 18 tháng 4, 1943)
- Specht (19 tháng 4 – 4 tháng 5, 1943)
- Fink (4 – 5 tháng 5, 1943)
- Siegfried (22 – 27 tháng 10, 1943)
- Siegfried 3 (27 – 30 tháng 10, 1943)
- Jahn (30 tháng 10 – 2 tháng 11, 1943)
- Tirpitz 4 (2 – 6 tháng 11, 1943)

### Tóm tắt chiến công
U-226 đã đánh chìm được một tàu buôn tải trọng 7.134 GRT:
| Ngày             | Tên tàu      | Quốc tịch      | Tải trọng | Số phận      |
| ---------------- | ------------ | -------------- | --------- | ------------ |
| 18 tháng 4, 1943 | Fort Rampart | United Kingdom | 7.134     | Bị đánh chìm |